# ブラック・スピリット
ブラック・スピリット（Black Spirit、1988年11月20日 - ）は、メキシコのプロレスラー。コアウイラ州モンクローバ出身。
父は骸骨仮面のニックネームで知られるエレア・パーク。

## 来歴
父であるエレア・パークの下でトレーニングを積み、2008年7月9日にプロレスラーデビューを果たす。
ブラック・スピリット（Black Spirit）のリングネームでNWAメキシコを始めとするインディー団体を拠点として活動するようになり、2010年よりエル・イホ・デ・エレア・パーク（El Hijo de L.A. Park）のリングネームを併用してCMLLやAAAといったメキシコのメジャー団体に参戦。9月16日、メヒコ州を拠点とするOILL（Organizacion Independiente de Lucha Libre）にて行われた2世レスラータッグトーナメントであるトルネオ・デ・パレージャス・ジュニア・ビセンテナリオにエル・イホ・デル・ドクトル・ワグナー・ジュニアと組んで出場。決勝まで勝ち進み、エル・イホ・デ・フィッシュマン & エル・イホ・デル・カネックと対戦して勝利。優勝を飾った。

## 得意技
- パケテ・トタル

飛び付きスモールパッケージホールド

## タイトル歴
OILL
- トルネオ・デ・パレージャス・ジュニア・ビセンテナリオ : 2010年度優勝

w / エル・イホ・デル・ドクトル・ワグナー・ジュニア